# قلعة العدوة
قلعة العدوة أو برج العدوة في مقاطعة بلنسية هي قلعة عربية ربما بنيت في نهاية القرن الثاني عشر، وتقع على تلة عن يسار نهر مَغرو، وعلى بعد نحو 4 كيلومترات إلى شرق المدينة الحضري، في منطقة العدوة غير المأهولة بالسكان.

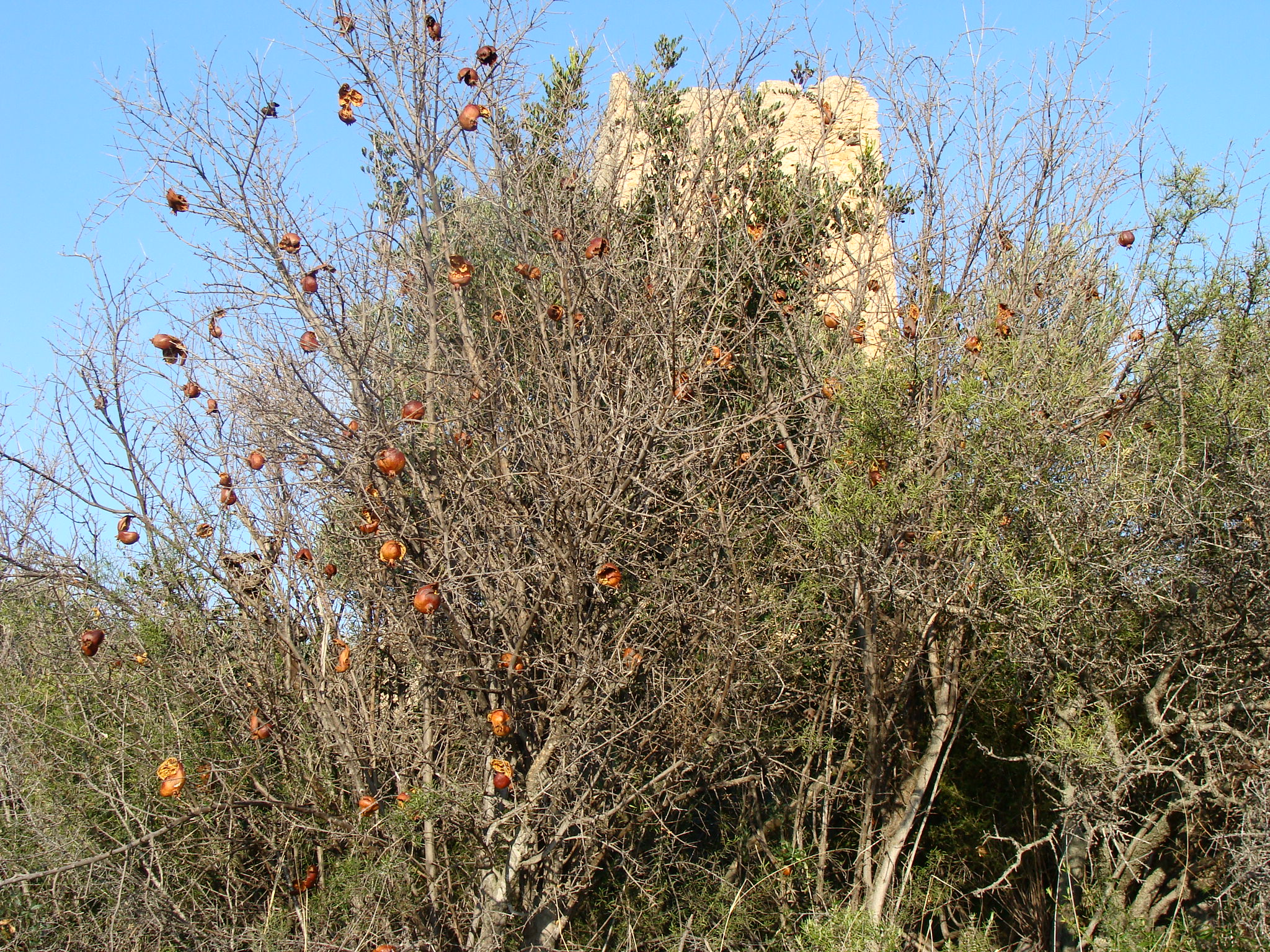
تشهد بعض أشجار الرمان البرية المهجورة حول قلعة العدوة على بناء العرب لهذه القلعة حيث أنهم، على وجه التحديد، هم الذين أدخلوا زراعة الرمان إلى شبه الجزيرة الإيبيرية.